# Vibroculteur

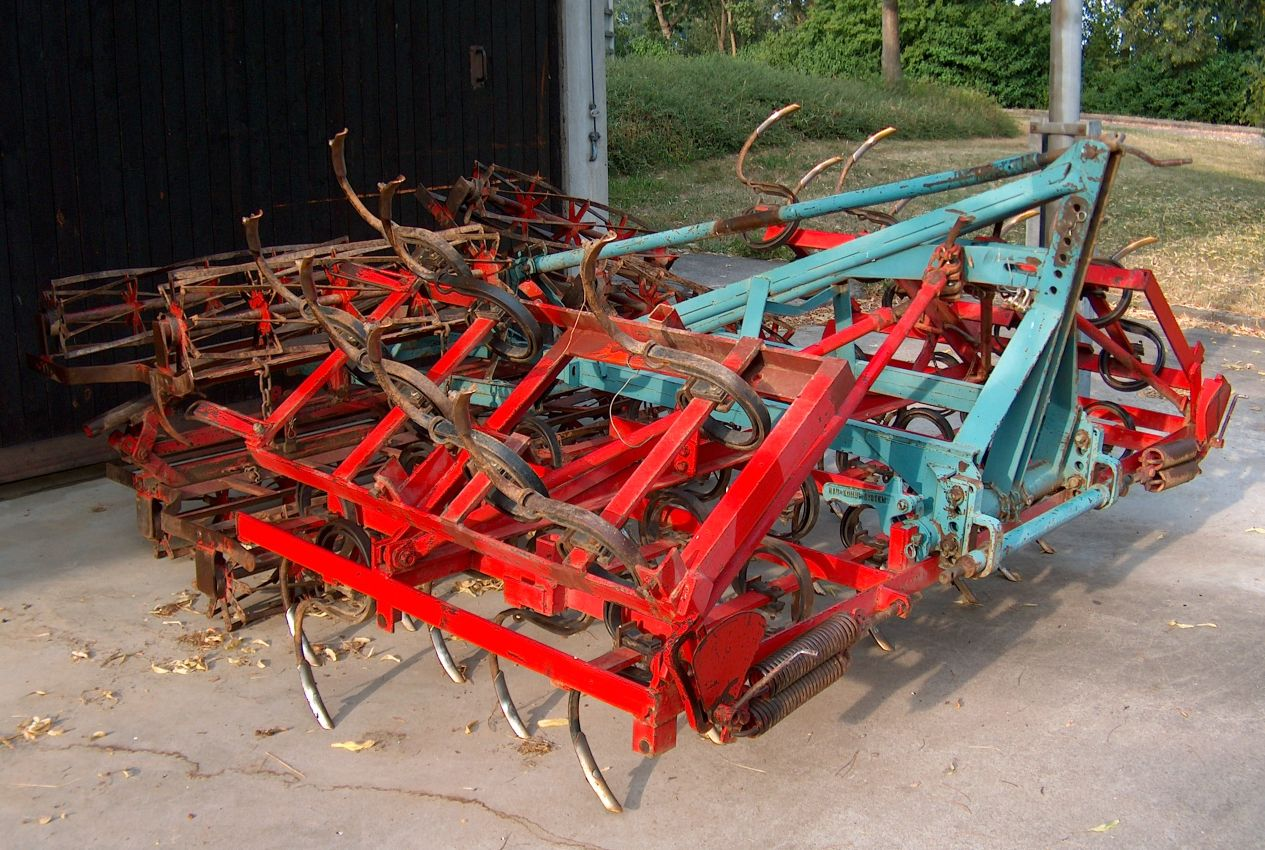
Vibroculteur avec extensions repliées. Le système de dents souples en « S » (ici à double lame) permettant d'obtenir la vibration des dents est bien visible.

Un vibroculteur (vibro pour les professionnels) est un instrument aratoire destiné au travail superficiel du sol, à dents vibrantes, mû en général par un tracteur. En effet, une vitesse de travail élevée est nécessaire pour obtenir une vibration satisfaisante des dents susceptible d'optimiser l'émiettage de la terre.
Il s'agit d'un cultivateur léger à dents souples souvent en « s » et peu consommateur de puissance.
On compte 4 à 7 dents par mètre de largeur et un dégagement sous bâti de 45 à 60 cm.

## Utilisation en préparation du lit de semences

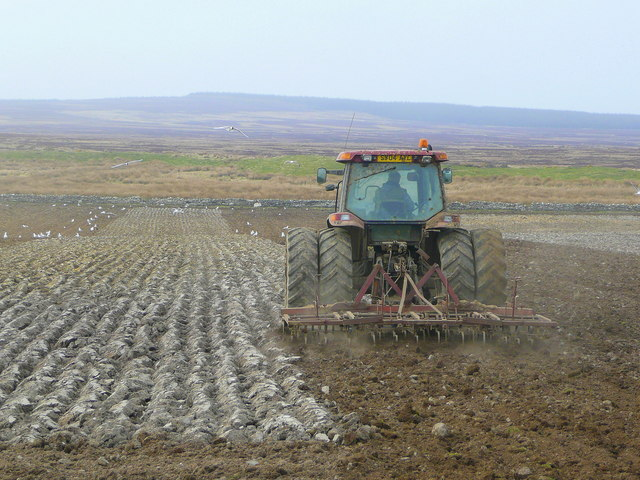
Travail réalisé par un vibroculteur sur labour

Son rôle est de casser les mottes de terre à la suite de la réalisation d'un labour dans le but de créer un lit de semences. Contrairement aux herses classiques ou herses rotatives, le vibroculteur permet d'obtenir un tri des mottes sur la surface travaillée, la terre fine tombe de la moitié au fond de la profondeur de travail tandis que les mottes plus grosses se retrouvent en surface. Ceci procure l'avantage de semer dans une terre fine et donc favorable à la germination tout en laissant un sol motteux peu sensible à la battance en surface.

On peut réaliser plusieurs passages éventuellement recroisés.

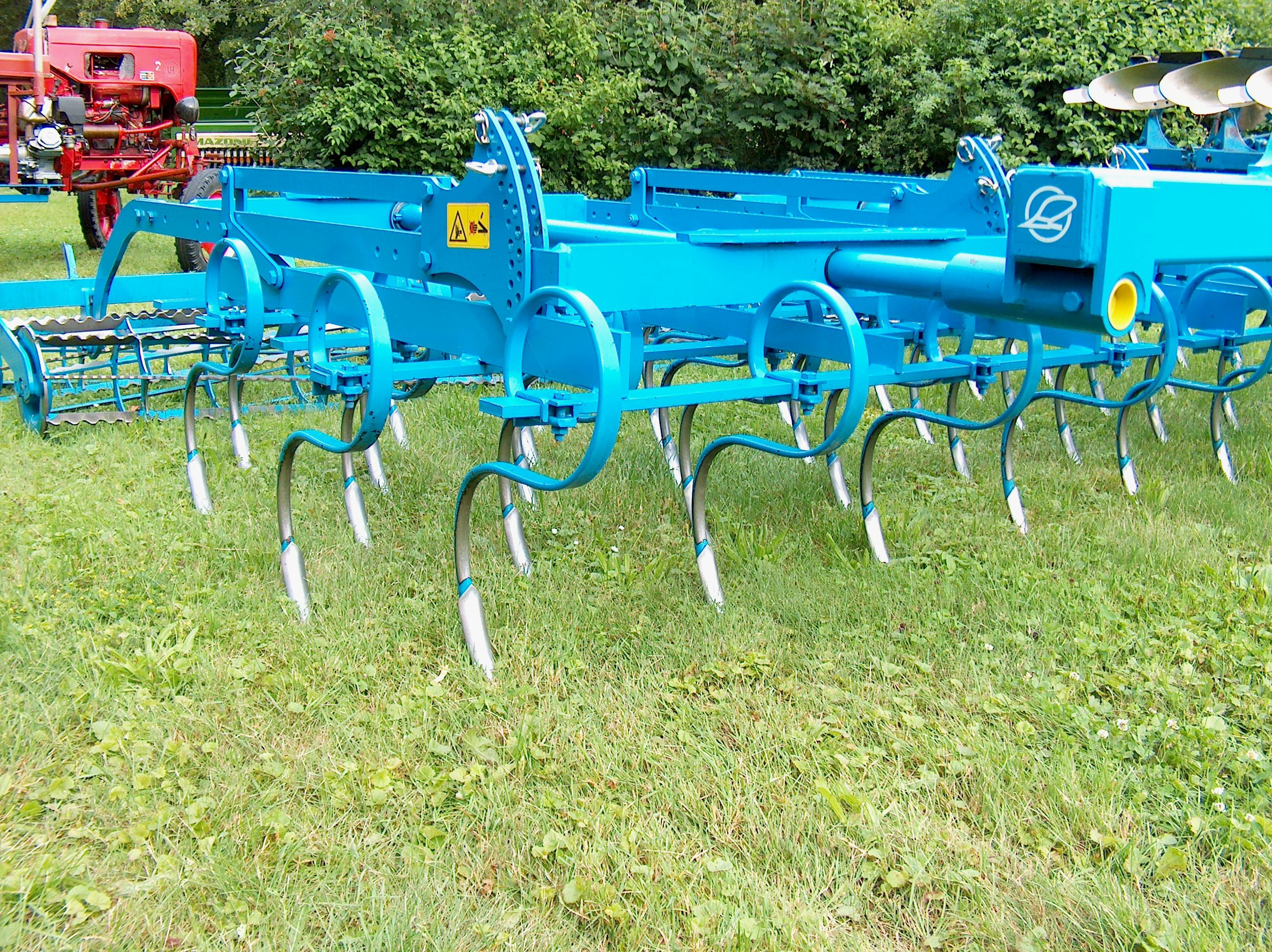
Vibroculteur avec herses roulantes à l'arrière. Ces herses complètent l'émiettement et contribuent à régler la profondeur de travail des dents.

Les avantages de cet outil en comparaison des herses rotatives est son débit de chantier et la moindre sensibilité à la battance de la terre travaillée car moins émiettée.
Les inconvénients sont la moindre polyvalence de l'outil, le bris fréquent de dents, le risque de bourrages en présence de résidus ainsi qu'un travail moins efficace si la terre est trop humide ou trop sèche, auquel cas les dents vibrantes ne suffisent pas à casser les mottes.

## Déchaumage
Le déchaumage est à réserver aux vibroculteurs lourds.

## Composant d'outil combiné

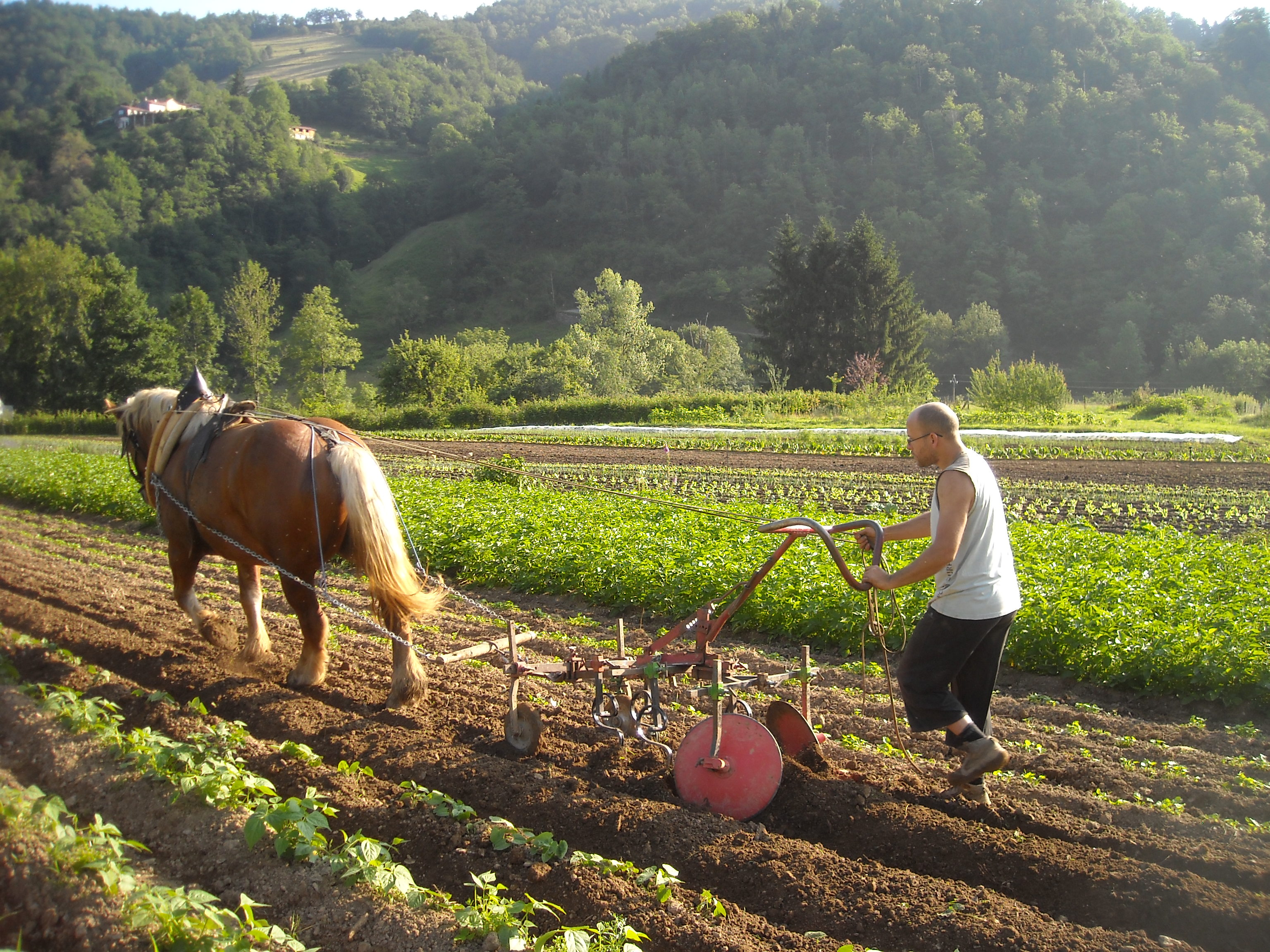
Vibroculteur maraîcher associé à des disques pour le billonage

Un vibroculteur peut être associé à d'autres outils de travail du sol (rouleau, herses roulantes, herses-peignes …) ou à un semoir : semoir à dents.